# Lemelerveldse HC
Auto van Ewijk/LHC is een Nederlandse handbalvereniging afkomstig uit het Overijsselse dorp Lemelerveld. De club is opgericht op 3 april 1959. De clubkleuren zijn blauw-wit. De club telt anno 2019 in totaal 152 leden die in 4 dames seniorenteams en diverse jeugdteams. De thuiswedstrijden worden in de Heideparksporthal aan de Verbindingsweg in Lemelerveld gespeeld. 
Het eerste damesteam speelt in het seizoen 2020/2021 in de regionale eerste klasse.